# Fendeille
Fendeille är en kommun i departementet Aude i regionen Occitanien  i södra Frankrike. Kommunen ligger  i kantonen Castelnaudary-Sud som ligger i arrondissementet Carcassonne. År 2022 hade Fendeille 613 invånare.

## Befolkningsutveckling
Antalet invånare i kommunen Fendeille
Referens: INSEE